# Cuthona purpureoanulata
Cuthona purpureoanulata is een slakkensoort uit de familie van de Cuthonidae. De wetenschappelijke naam van de soort is voor het eerst geldig gepubliceerd in 1961 door Baba.